# مورسکو سردیشچه
مورسکو سْر ِدیشچه (به کرواتی: Mursko Središće) شهری در ایالت مدیموریه کشور کرواسی است که جمعیت آن در سال ۲۰۱۱ میلادی ۶٬۱۷۵ نفر بوده‌است.